# Lvová

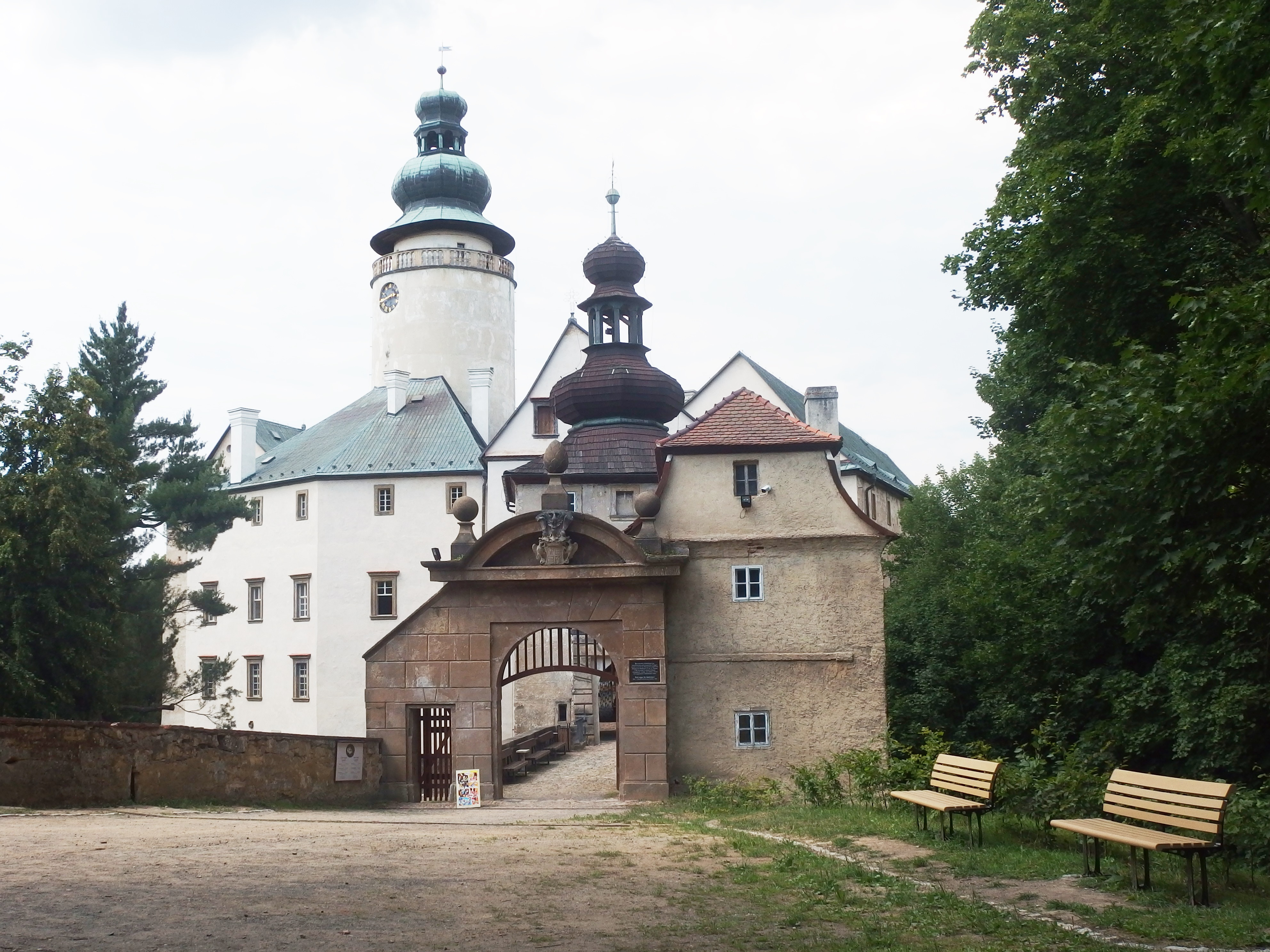
Schloss Lemberk

Lvová (bis 1950 Lemberk, deutsch Lämberg) ist ein Ortsteil der Gemeinde Jablonné v Podještědí (Deutsch Gabel) im Bezirk Liberec in Tschechien.

## Geografie
Lvová liegt ca. zwei Kilometer nordöstlich von Jablonné v Podještědí. Nachbarorte sind Kněžičky (Kleinherrendorf) im Westen, Markvartice (Markersdorf) im Südwesten, Rynoltice (Ringelshain) im Nordosten. 

## Geschichte
Der 1241 erstmals erwähnte Ort ging vermutlich aus einem Meierhof der gleichnamigen von den Markwartingern erbauten Burg hervor. Im 16. Jahrhundert wurde die mittelalterliche Wehranlage zu einem Renaissanceschloss umgebaut. Besitzer waren 1623 der General Albrecht von Wallenstein, darauf Johann Rudolph von Bredaw, Erbsass zu Spandau und Herr auf Lämberg, kaiserlicher Kämmerer und Oberst, welcher 1634 in den Freiherrenstand erhoben wurde. Im Frühjahr 1680 brach unter der Herrschaft seines Sohnes, des kaiserlichen Oberstleutnants Christoph Rudolf, seit 1674 Reichsgraf von Breda, ein Bauernaufstand aus, der sich schnell weiter über ganz Nordböhmen ausbreitete. Christoph Rudolf von Breda ließ in der Nähe des Schlosses ein Sommerhaus errichten. 1726 kaufte das Gut Graf Philipp Josef von Gallas. 1757 erbte es sein Neffe Christian Philipp von Clam-Gallas. Die Familie Clam-Gallas besaß Schloss Lämberg bis zu deren Erlöschen 1930.
Von 1938 bis 1945 gehörte Lämberg mit Abschluss des Münchner Abkommens zum Landkreis Deutsch Gabel im Reichsgau Sudetenland, Regierungsbezirk Aussig, des Deutschen Reichs. Nach dem Zweiten Weltkrieg wurde die deutschsprachige Bevölkerung größtenteils vertrieben. 1950 erfolgte die Umbenennung in Lvová.
Bei der Eingemeindung im Jahr 1980 wurde Lvová verwaltungstechnisch in die Stadt Jablonné v Podještědí eingegliedert und zusammen mit ihr am 1. Januar 2007 vom Okres Česká Lípa in den verkehrlich näher gelegenen Okres Liberec verlegt.

## Sehenswürdigkeiten
- Schloss Lemberk
- Sommerschloss